# Gérce
Gérce è un comune dell'Ungheria di 1.195 abitanti (dati 2001). È situato nella contea di Vas.